# Lorenzo Centurione
Lorenzo Centurione (né en 1645 à Gênes et mort en 1735 dans la même ville) fut le 143e doge de la république de Gênes du 26 septembre 1715 au 26 septembre 1717 et roi de Corse pendant la même période.